# Tanz der Lemminge (альбом)
Tanz der Lemminge — третий альбом группы краут-рока Amon Düül II, выпущенный в 1971 году как двойной LP.

## Характеристика
Не так много двойных альбомов арт-рока начала 1970-х годов выдержали испытание временем. Действительно, существует не много таких альбомов, как Tanz der Lemminge, и не много таких групп, как Amon Düül II. Хотя точного согласия относительно того, какие из их классических альбомов являются выдающимися, возможно, никогда не будет достигнуто, с точки зрения амбициозности, качества исполнения и юмора третий альбом группы является наилучшим кандидатом. Музыкальный акцент сделан на развернутые аранжировки и в целом более нежную, акустическую и мягкую электрическую атмосферу. Плавящая мозг гитара с Yeti за исключением редких вспышек здесь мало заметна. Длинные песни альбома разделены на несколько частей с несерьезно-абсурдными названиями. Музыка не всегда эксцентрична, но показывает способность группы посмеяться над собой, что является свидетельством её силы.
Три первых трека занимают по целой стороне виниловой пластинки каждый, и все три великолепны. «Syntelman’s March of the Roaring Seventies» проходит через разнообразные акустические части в диапазоне от фолка к абстрактному, почти весёлому классическому ощущению пространства и аранжировки, завершаясь коротким джемом. Более дескретный «Restless Skylight-Transistor Child» переключается с агрессивных (и агрессино-странных) на утончённые пассажи. В одной из частей Майд и Кнауп особенно удачно исполняют галлюциногенные вокальные партии в сопровождении гитар, синтезаторов и шутливого хора. «Chamsin Soundtrack» сменяет разнообразие на медленное чувство тайны и угрозы, где инструменты всплывают и уплывают из ансамбля, никогда не теряя главного ощущения песни.
Третий альбом Amon Duul II показывает очередную стадию постоянного движения группы. Постепенно меняясь в направлении более жёстко структурированного подхода таких альбомов, как Wolf City, Tanz Der Lemminge звучит слегка более доступно, чем предыдущие альбомы, хотя с другой стороны, это, вероятно, самый сложный альбом Amon Duul II. Именно по этой причине группа не исполняла композиции с альбома во время последующего концертного тура. На обновленный звук оказали влияние перемены в составе. Ренате Кнауп имеет здесь совсем небольшую вокальную партию. С другой стороны, басист Лотар Майд со своей открытой манерой игры стал отличным добавлением в состав и важной частью звучания Amon Duul II.
Сама музыка довольно амбициозна с двумя эпическими сюитами и импровизационным треком к некому туманному фильму. Альбом открывает «Syntelman’s March Of The Roaring Seventies», очень характерная вещь Amon Duul II с психоделическим чувством и фолковыми тенденциями. Это очень сложное произведение, с многочисленными переменами, множеством инструментальных пассажей и общим богатым и многослойным ощущением. Ещё более явно обозначает прогресс в звучании Amon Duul II «Restless Skyline-Transistor-Child», скорее это собрание риффов и коротких песен, чем традиционная сюита. Отдельные части находятся в диапазоне от этники и меллотронного звучания до агрессивных и тяжёлых риффов. Из-за некоторых довольно неожиданных и непредсказуемых переходов между частями, «Restless Skyline-Transistor-Child» может показаться не вполне целостной композицией. Импровизации на втором диске находятся в диапазоне от тяжелого рока на «Chewinggum Telegram» и «Stumbling Over Melted Moonlight» до атмосферического космического путешествия на «The Marilyn Monroe-Memorial- Church». В целом, Tanz Der Lemminge — блестящий альбом, может быть, лучший в карьере Amon Duul II. Особое удовольствие он доставит любителям импровизации, психоделики и открытого звука с широким спектром влияний.
Первые две стороны альбома состоят из экстравагантной музыки, включающей вокал, джем и необычные эффекты. Третья сторона — это галлюциногенные экспериментальные звучания, очень напоминающие Tangerine Dream периода Alpha Centauri. И наконец последняя сторона состоит из протяжных гитарных джемов.

## Признание
В специальном издании журнала Q «Pink Floyd и история прог-рока» альбом занимает 36 место в списке 40 альбомов космического рока.

## Список композиций
Сторона А

1. «Syntelman’s March of the Roaring Seventies» — 15:51
«In the Glass Garden» (1:39) (Каррер)
«Pull Down Your Mask» (4:39) (Каррер/Рогнер)
«Prayer to the Silence» (1:04) (Каррер)
«Telephonecomplex» (8:26) (Каррер)
Сторона В

2. «Restless Skylight-Transistor-Child» — 19:33
«Landing in a Ditch» (1:12) (Вайнцирл)
«Dehypnotized Toothpaste» (0:52) (Вайнцирл)
«A Short Stop at the Transylvanian Brain-Surgery» (5:00) (Вайнцирл/Рогнер/Майд)
«Race From Here to Your Ears» (5:20)
«Little Tornadoes» (Вайнцирл/Рогнер)
«Overheated Tiara» (Вайнцирл)
«The Flyweighted Five» (Вайнцирл)
«Riding on a Cloud» (2:33) (Вайнцирл)
«Paralyzed Paradise» (3:07) (Вайнцирл)
«H.G. Wells' Take Off» (1:26) (Вайнцирл)
Сторона С

«Chamsin Soundtrack» 

3. «The Marilyn Monroe-Memorial-Church» [импровизация] (18:05) (Каррер/Вайнцирл/Рогнер/Майд)

Сторона D

«Chamsin Soundtrack»

4. «Chewing Gum Telegram» (2:41)  (Каррер/Вайнцирл/Рогнер/Майд)

5. «Stumbling Over Melted Moonlight» (4:33) (Каррер/Вайнцирл/Рогнер/Майд) 

6. «Toxicological Whispering» (7:45)  (Каррер/Вайнцирл/Рогнер/Майд)

## Состав участников
Крис Каррер — гитара, скрипка, вокал на «Pull Down Your Mask»,  «Telephonecomplex»
Джон Вайнцирл — гитары, фортепиано, вокал на «Paralyzed Paradise»
Фальк Рогнер — орган, электроника
Лотар Майд — бас-гитара, вокал на «A Short Stop at the Transylvanian Brain-Surgery», «Riding on a Cloud»
Петер Леопольд — барабаны и перкуссия, фортепиано
Ренате Кнауп-Кретеншванц — вокал на «Riding on a Cloud»
Приглашенные музыканты

Джимми Джексон — орган, хоровой орган, фортепиано
Ал Громер — ситар